# Zdrapți
Zdrapți – wieś w Rumunii, w okręgu Hunedoara, w gminie Crișcior. W 2011 roku liczyła 857 mieszkańców.